# کارلوس باتیس
کارلوس باتیس (انگلیسی: Carlos Buttice; ۱۷ دسامبر ۱۹۴۲ – ۳ اوت ۲۰۱۸) بازیکن فوتبال اهل آرژانتین بود.
از باشگاه‌هایی که در آن بازی کرده‌است می‌توان به باشگاه فوتبال باهیا و باشگاه فوتبال کورینتیانس اشاره کرد.